# 大洲街道

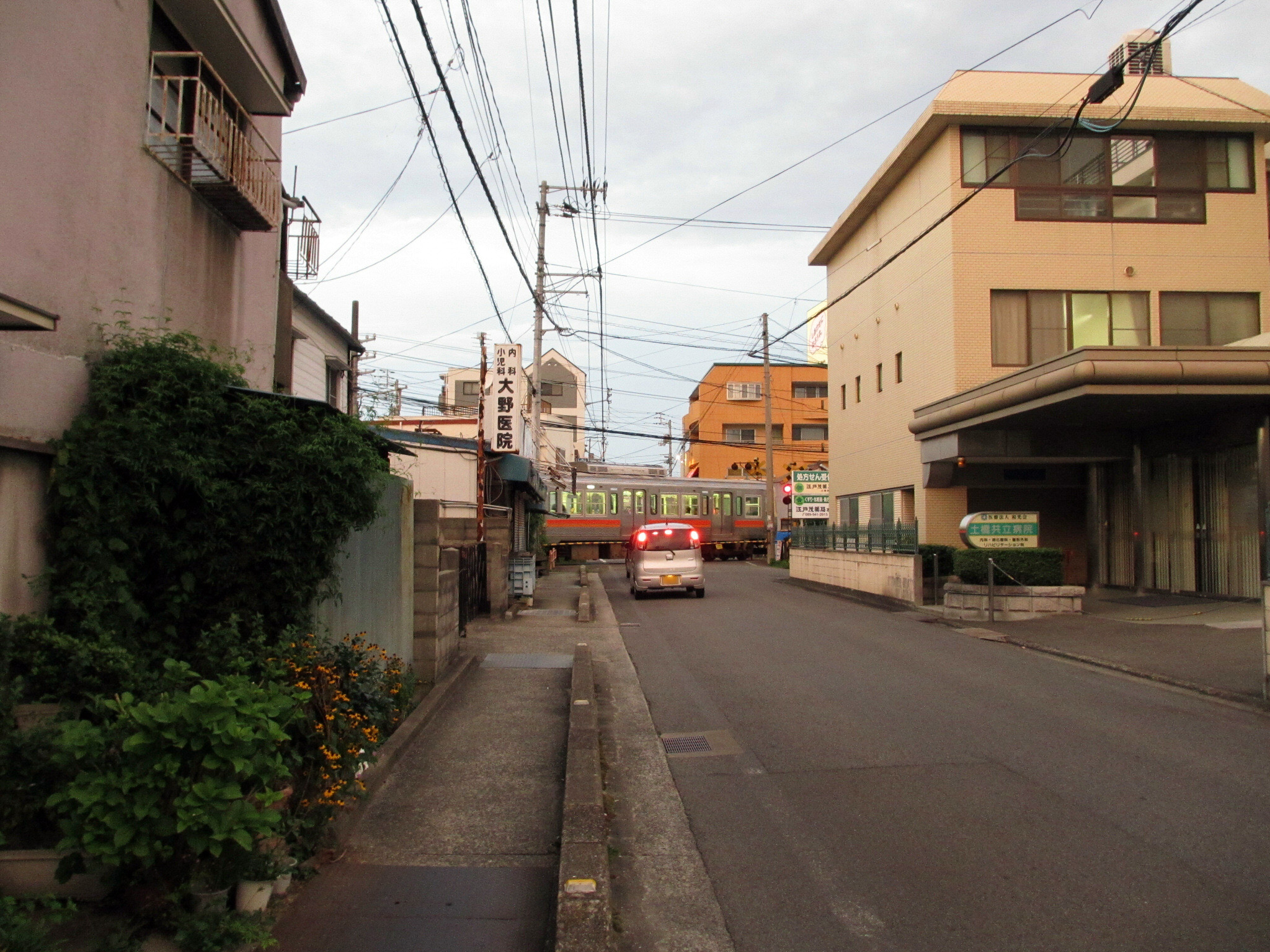
旧大洲街道（松山市土橋町）

大洲街道（おおずかいどう）は、伊予国（現・愛媛県）の松山と大洲を結ぶ街道である。

## 概要
松山を出た後に松前を通過した後は、犬寄峠を超える山間部に入り、門前町の内子を経て、松山に至る。現在の国道56号の大洲市 - 松山市間に相当する。

## 主な宿場
- 松山宿（愛媛県松山市）
- 松前宿（愛媛県伊予郡松前町）
- 中山宿（愛媛県伊予市・旧伊予郡中山町）
- 内子宿（愛媛県喜多郡内子町）
- 新谷宿（愛媛県大洲市）
- 大洲宿（愛媛県大洲市）

## 峠
- 犬寄峠（松前宿と中山宿の中間にある峠）

## 参考資料
- 『「日本大地図」下巻 日本名所大地図2』（2022年1月31日、ユーキャン発行）68ページ。